# جيت بيزي (أغنية)
جيت بيزي (Get Busy) أغنية دانسهول لشون بول من ألبوم دوتي روك. صدرت في مايو 2003 من إنتاج تسجيلات أتلانتيك. منتج الأغنية هو ستيفن ماردسون.

## أبرز إنجازات الأغنية
- 3 بيلبورد هوت 100 [1]
- 1 Uk Singles Chart
- 1 Us R&B Chart
- 4 Canda Chart
- 2 Australia Chart